# Corc de les prunes
El corc de les prunes (Grapholita funebrana) és una espècie de lepidòpter ditrisi de la família dels tortrícids (Tortricidae). És una arna que es troba en la l'ecozona paleàrtica. Antigament s'havia classificat dins el gènere Cydia. L'envergadura alar de l'imago és de 10–15 mm.

## Història natural
Té dues generacions anuals, des de finals d'abril a setembre. La eruga és una plaga que viu dins de les fruites de les pruneres, Prunus domestica, Prunus spinosa i altres espècies del gènere Prunus, i deteriora la qualitat de la fruita en alimentar-se'n. Deixa la pruna a finals d'agost o inicis de setembre i hiverna en un hivernacle filat.